# L'estate della nostra vita
L'estate della nostra vita (Twelve Mile Road) è un film per la televisione del 2003 diretto da Richard Friedenberg. 
Il film è un adattamento del romanzo di Robert Boswell Mystery Ride (1994).

## Trama
Idaho. Dopo un burrascoso divorzio, l'agricoltore Stephen Landis convive con la sua compagna Leah, ma ha un rapporto difficile con sua figlia Dulcie.